# Malaconothrus rostropilosus
Malaconothrus rostropilosus är en kvalsterart som beskrevs av Saha och Pranabes Sanyal 1996. Malaconothrus rostropilosus ingår i släktet Malaconothrus och familjen Malaconothridae. Inga underarter finns listade i Catalogue of Life.